# Satara (Distrikt)
Der Distrikt Satara (Marathi: सातारा जिल्हा) ist einer von 35 Distrikten des Staates Maharashtra in Indien.
Die Stadt Satara ist Verwaltungssitz des Distrikts. Die letzte Volkszählung im Jahr 2011 ergab eine Gesamtbevölkerungszahl von 3.003.741 Menschen, davon 1.512.524 Männer and 1.491.398 Frauen. In den Jahren von 2001 bis 2011 wuchs die Bevölkerung damit um 6,94 %. 82,87 % der erwachsenen Bevölkerung Sataras konnten im Jahr 2011 lesen.

## Geschichte
Von vorchristlicher Zeit bis ins Jahr 1318 wurde das Gebiet – wie die ganze Region – von diversen buddhistischen und hinduistischen Herrschern regiert. Der erste namentlich bekannte Staat war das Maurya-Reich, die letzte nichtmuslimische Dynastie waren die Yadavas von Devagiri.
Nach jahrzehntelangen militärischen Auseinandersetzungen mit muslimischen Regenten im Norden Indiens erfolgte 1318 die Besetzung durch muslimische Soldaten. Danach herrschten bis ins Jahr 1707 verschiedene muslimische Dynastien (Sultanat Delhi, Bahmani, Dekkan-Sultanate und die Grossmoguln). Im Jahr 1707 wurde das Gebiet Teil des hinduistischen Marathenreichs. Nach der Niederlage der Marathen gegen die Briten wurde es 1818 als unabhängiger Staat Teil des Britischen Empires. Diese übten ihre Herrschaft von 1818 bis 1849 durch ihnen genehme Radschas aus, danach wurde der Distrikt Teil der britischen Verwaltungsregion Bombay Presidency. Mit der Unabhängigkeit Indiens 1947 und der Neuordnung des Landes wurde es 1950 Teil des neuen Bundesstaats Bombay State. In dieser Zeit wurde der bisherige Distrikt Satara in die Distrikte North Satara (heutiges Gebiet des Distrikts) und South-Satara (heutiger Distrikt Sangli) geteilt. Im Jahre 1960 wurde dieser indische Bundesstaat geteilt und das Gebiet kam zum neu geschaffenen Bundesstaat Maharashtra.

## Bevölkerung

### Bevölkerungsentwicklung
Wie überall in Indien wächst die Einwohnerzahl im Distrikt Satara seit Jahrzehnten stark an. Die Zunahme hat sich in den Jahren 2001–2011 allerdings verlangsamt und betrug nur noch rund 7 Prozent (6,93 %). In diesen zehn Jahren nahm die Bevölkerung dennoch um etwa 200.000 Menschen zu. Die genauen Zahlen verdeutlicht folgende Tabelle:

### Bedeutende Orte
Einwohnerstärkste Ortschaft des Distrikts ist Satara mit mehr als 120.000 Bewohnern. Weitere bedeutende Städte mit einer Einwohnerschaft von mehr als 20.000 Menschen sind Karad, Phaltan, Wai, Malkapur, Karanje Turf Satara und Kodoli. Die städtische Bevölkerung macht nur 18,99 Prozent der gesamten Bevölkerung aus.

### Bevölkerung des Distrikts nach Bekenntnissen
Eine klar überwiegende Mehrheit der Bevölkerung sind Hindus. Die Buddhisten und Muslime sind bedeutende Minderheiten. Die genaue religiöse Zusammensetzung der Bevölkerung zeigt folgende Tabelle:
| Jahr                                | Buddhisten | Buddhisten | Christen | Christen | Hindus    | Hindus  | Jainas | Jainas | Muslime | Muslime | Sikhs | Sikhs  | Andere | Andere | keine Angaben | keine Angaben | Total     | Total    |
| Jahr                                | Zahl       | %          | Zahl     | %        | Zahl      | %       | Zahl   | %      | Zahl    | %       | Zahl  | %      | Zahl   | %      | Zahl          | %             | Einwohner | %        |
| ----------------------------------- | ---------- | ---------- | -------- | -------- | --------- | ------- | ------ | ------ | ------- | ------- | ----- | ------ | ------ | ------ | ------------- | ------------- | --------- | -------- |
| 2001                                | 128.570    | 4,58 %     | 3.759    | 0,13 %   | 2.533.359 | 90,19 % | 12.156 | 0,43 % | 125.661 | 4,47 %  | 1.107 | 0,04 % | 1.359  | 0,05 % | 3.023         | 0,11 %        | 2.808.994 | 100,00 % |
| Quelle: Volkszählung in Indien 2001 |            |            |          |          |           |         |        |        |         |         |       |        |        |        |               |               |           |          |

### Bevölkerung des Distrikts nach Sprachen
Eine klar überwiegende Mehrheit der Bevölkerung spricht Marathi. Eine bedeutende Minderheit von über 3 % spricht Hindi (mit Hindi-Dialekten sogar 120.000 Personen). Muttersprachler mit jeweils über 10.000 Menschen sind Kannada, Urdu, Marwari (Hindi-Dialekt mit Marathi-Einflüssen), Telugu und Gujarati. Die genaue sprachliche Zusammensetzung der Bevölkerung zeigt folgende Tabelle:
| Jahr                                | Marathi   | Marathi | Hindi  | Hindi  | Kannada | Kannada | Urdu   | Urdu   | Marwari | Marwari | Telugu | Telugu | Gujarati | Gujarati | Andere | Andere | Total     | Total    |
| Jahr                                | Zahl      | %       | Zahl   | %      | Zahl    | %       | Zahl   | %      | Zahl    | %       | Zahl   | %      | Zahl     | %        | Zahl   | %      | Einwohner | %        |
| ----------------------------------- | --------- | ------- | ------ | ------ | ------- | ------- | ------ | ------ | ------- | ------- | ------ | ------ | -------- | -------- | ------ | ------ | --------- | -------- |
| 2001                                | 2.582.124 | 91,92 % | 85.574 | 3,05 % | 28.998  | 1,03 %  | 28.713 | 1,02 % | 27.233  | 0,97 %  | 17.426 | 0,62 % | 12.600   | 0,45 %   | 26.326 | 0,94 % | 2.808.994 | 100,00 % |
| Quelle: Volkszählung in Indien 2001 |           |         |        |        |         |         |        |        |         |         |        |        |          |          |        |        |           |          |